# Tscherlak

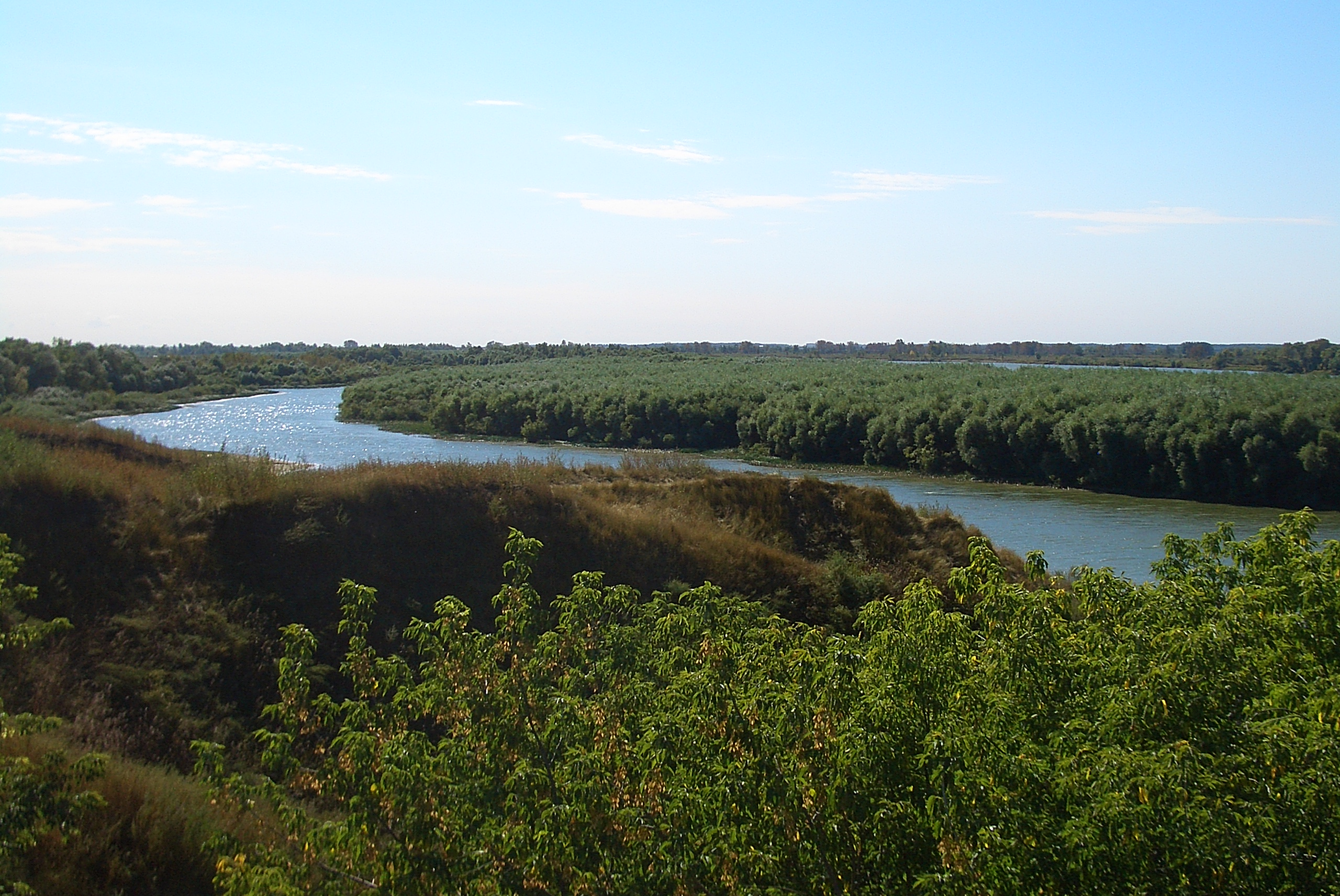
Der Irtysch bei Tscherlak

Tscherlak (russisch Черла́к) ist eine Siedlung städtischen Typs in der Oblast Omsk (Russland) mit 10.980 Einwohnern (Stand 14. Oktober 2010).

## Geographie
Die Siedlung liegt im Westsibirischen Tiefland, etwa 130 Kilometer südöstlich der Oblasthauptstadt Omsk am rechten, höheren Ufer des größten Ob-Nebenflusses Irtysch.
Tscherlak ist Verwaltungszentrum des gleichnamigen Rajons Tscherlak.

## Geschichte
Der Ort wurde in den 1720er Jahren als Tscherlakski forpost („Tscherlaker Vorposten“) im Verlauf der damaligen Grenzlinie des Russischen Reiches zu den noch nicht kolonialisierten Steppengebieten des heutigen Kasachstan gegründet. Hier wurden Kosaken aus den Gebieten um Tara und Tobolsk angesiedelt, später auch aus Zentralrussland verbannte Bauern.
1929 wurde Tscherlak Verwaltungszentrum eines Rajons. Die Siedlung beim nahe gelegenen Schafzucht-Sowchos erhielt 1934 als Tscherlakski den Status einer Siedlung städtischen Typs; 1947 wurden die Orte als Siedlung städtischen Typs Tscherlak vereinigt. 

### Bevölkerungsentwicklung
| Jahr | Einwohner | Anmerkung                                               |
| ---- | --------- | ------------------------------------------------------- |
| 1939 | 9.347     | davon Dorf Tscherlak 7.554, Siedlung Tscherlakski 1.793 |
| 1959 | 11.645    |                                                         |
| 1970 | 11.131    |                                                         |
| 1979 | 11.236    |                                                         |
| 1989 | 11.840    |                                                         |
| 2002 | 12.269    |                                                         |
| 2010 | 10.980    |                                                         |

Anmerkung: Volkszählungsdaten

## Kultur und Sehenswürdigkeiten
In Tscherlak gibt es seit 1985 ein Heimatmuseum.

## Wirtschaft und Infrastruktur
Tscherlak ist Zentrum eines Landwirtschaftsgebietes mit Betrieben der Lebensmittelindustrie.
Durch Tscherlak führt die Fernstraße A320 als Teil der Europastraße 127, die von Omsk das rechte Irtyschufer aufwärts zur kasachischen Grenze und von dort weiter in Richtung Pawlodar und Semei führt. Über diese Straße kann auch die fast 40 km entfernte Bahnstation Tscherlak an der „Mittelsibirischen Eisenbahn“ Omsk–Karassuk–Srednesibirskaja erreicht werden, die ab hier auf mehr als 100 Kilometern über das Territorium Kasachstans verläuft. Die näher zur Siedlung gelegenen Stationen Talapker und Ljubowka sind nur per Autofähre zu erreichen, da es weder bei Tscherlak, noch überhaupt zwischen Omsk und kasachischer Grenze eine Straßenbrücke existiert.